# 간위거왕
간위거왕(簡位居王, 생몰년 미상)은 부여의 왕으로, 이름은 간위거(簡位居)이다. 위구태왕(尉仇台王)의 뒤를 이어 부여의 왕이 되었다.

## 생애
간위거는 위구태의 아들로 생몰년은 알 수 없다. 어머니는 공손탁(公孫度)의 종녀(宗女)인 것으로 추정된다. 3세기 초에 위구태가 죽자 뒤를 이어 즉위하였다. 치세의 기록은 남아 있지 않으며, 적자를 남기지 못하고 죽었기 때문에 제가(諸加)들이 협의하여 서자인 마여를 후계자로 추대하였다.

## 가족관계
- 부왕 : 위구태왕(尉仇台王)
- 모후 : 공손탁의 종녀인 공손씨(公孫氏)로 추정됨
  - 서자 : 마여왕(麻余王)
    - 손자 : 의려왕(依慮王)

## 참고 문헌
- 진수(3세기),《삼국지》〈권30 오환선비동이전〉
- 권덕영(權悳永), 〈간위거(簡位居)에 대하여〉, 《한국역대인물 종합정보시스템》, 한국학중앙연구원